# Liste der Bodendenkmäler in Neunkirchen (Unterfranken)
Auf dieser Seite sind die Bodendenkmäler in der unterfränkischen Gemeinde Neunkirchen zusammengestellt. Diese Tabelle ist eine Teilliste der Liste der Bodendenkmäler in Bayern. Grundlage ist die Bayerische Denkmalliste, die auf Basis des Bayerischen Denkmalschutzgesetzes vom 1. Oktober 1973 erstmals erstellt wurde und seither durch das Bayerische Landesamt für Denkmalpflege geführt wird. Die folgenden Angaben ersetzen nicht die rechtsverbindliche Auskunft der Denkmalschutzbehörde.

## Bodendenkmäler der Gemeinde

### Bodendenkmäler in der Gemarkung Neunkirchen
| Lage                                    | Objekt | Akten-Nr.     | Bild |
| --------------------------------------- | --- | ------------- | ---- |
| Neunkirchen Frankenstraße 22 (Standort) | Untertägige Bauteile der spätneuzeitlichen Katholischen Pfarrkirche St. Peter und Paul von Neunkirchen mit ummauertem Kirchhof. | D-6-6222-0030 |      |

### Bodendenkmäler in der Gemarkung Umpfenbach
| Lage                                  | Objekt | Akten-Nr.     | Bild |
| ------------------------------------- | --- | ------------- | ---- |
| Umpfenbach Schloßstraße 11 (Standort) | Archäologische Befunde im Bereich des spätneuzeitlichen ehemalige Rittergutes mit mittelalterlichem Vorgängerbau in Umpfenbach. Siehe auch: Umpfenbach (Neunkirchen) | D-6-6322-0020 |      |